# Činidba
Činidba je svaka pozitivna ili negativna ljudska radnja koju je na temelju obveznog odnosa dužnik dužan ispuniti vjerovniku.
Sadržaji činidbe mogu se svesti na četiri tipična klasična izraza:
- davanje (dare)
- činjenje (facere)
- propuštanje (non facere)
- trpljenje (pati)